# 송파 헬리오시티
헬리오시티(영어: Heliocity)는 대한민국 서울특별시 송파구 가락동에 있는 84개동의 고층 · 초대형 아파트 단지로, 가락시영 1·2차 아파트 6600가구를 통합해서 재건축한 단지이다. 2015년에 착공하여 2018년 12월 28일에 준공하였다. 총 9510세대, 84개동, 최고 35층으로 구성되어 있다.
헬리오시티의 헬리오(Helio)는 '빛', '태양' 등을 뜻하는 접두사로, 헬리오시티는 빛의 단지라는 의미를 담고 있다.
국내에서 아파트가 분양되기 시작한 이래, 단일 사업으로는 목동아파트 다음으로 국내 최대 규모의 아파트 단지로 꼽혀 '미니 신도시'라고도 불린다. 단일 단지로는 2008년 준공된 잠실 파크리오의 기록을 경신한 역대 최대 대단지 아파트이다. 대지면적은 34만 6570m2로 여의도공원(22만 9539m2)의 약 1.5배에 달하며, 건축 연면적은 156만 3335m2로 롯데월드타워(80만 7508m2)의 2배에 육박한다.
삼성역(코엑스) 근처에 위치한 대단지로 2호선, 3호선, 8호선, 9호선, 분당선, 위례신사선(예정)이 모두 지나가는 서울 최대 규모의 역세권 단지다. 이와 관련해서 강남역 또는 삼성역만 편파한다는 일부의 의견도 존재한다.

## 혁신학교 지정 논란
조희연 서울시교육감이 단지 근처에 지어질 해누리초·중학교의 혁신학교 지정을 강행하면서, 헬리오시티 주민들과 마찰을 빚었다. 기존 학교를 혁신학교로 변환할 경우 학부모 및 교원 과반의 동의를 얻어야 하나, 해누리초·중학교는 신설 학교이므로 서울시 혁신학교운영위원회의 심의만 거치면 혁신학교 지정이 가능하다. 학부모들은 조희연 교육감이 학부모 동의 없이 일방적으로 추진한다, 개교 이후 30명 넘는 과밀학급을 잘 운영할 수 있겠느냐고 우려와 불만을 표현했다. 간담회를 마치고 자리를 이동하던 중 한 주민이 그의 등을 때리는 사건도 일어났다. 결국 조희연 교육감은 혁신학교 지정 여부를 1년 후 주민들이 직접 결정토록 했다.

## 주위 시설
- ● 수도권 전철 8호선 송파역, 지하철 3호선 수서역(버스 1정거장), 지하철 분당선 수서역(버스 1정거장), 지하철 2호선 잠실역 (버스 3정거장), 지하철 9호선 석촌역(버스 1정거장)
- 수서고속철도 수서역
- 가락시장
- 단지 내 수영장, 헬스장, 독서실

## 교육
유치원
- 서울가락초등학교병설유치원

초등학교
- 서울가락초등학교
- 서울해누리초등학교

중학교
- 해누리중학교
- 잠실여자중학교
- 가락중학교
- 배명중학교

고등학교
- 잠실여자고등학교
- 가락고등학교

그 외
- 서울해누리초중이음학교